# Las Palabras de Amor
«Las Palabras de Amor (The Words of Love)» (укр. «Слова любові») — рок-балада британського рок-гурту «Queen». Вона вийшла як третій сингл з альбому гурту «Hot Space» 1982 року. Пісня співається переважно англійською мовою, але з декількома іспанськими фразами. її написав гітарист Браян Мей, пісня виявилася популярнішою у Великій Британії, ніж їхній попередній сингл («Body Language»), досягнувши 17 позиції в «UK Singles Chart».

## Передумови
Текст пісні написав гітарист Браян Мей. Вокал виконаний провідним солістом Фредді Мерк'юрі та Меєм у місцях із високими гармонійним вокалом. На створення пісні гурт надихнули їх близькі стосунки зі своїми латиноамериканськими фанами. Ця пісня стала останньою, котру гурт виконував у студії британської телепередачі «Top of the Pops» 10 червня 1982 року (до того вони з'являлися там для просування своїх синглів «Seven Seas of Rhye», «Killer Queen», «Now I'm Here» та «Good Old-Fashioned Lover Boy» у відповідній послідовності). Під час виконання під фонограму на телепередачі Мей грає як на роялі, так і на гітарі, а у записі він грає як на піаніно, так і на синтезаторі на додаток до акустичної і електричної гітар. Голос Мея використовувався у провідному вокалі при високих тонах виконання слів "this time and evermore" протягом всієї пісні. В одному місці можна помітити як Мерк'юрі некоректно синхронізує слова свого співу під фонограму.
Те, що «Queen» випустили пісню з частиною тексту іспанською мовою в розпал Фолклендської війни (2 квітня — 14 червень 1982 року) викликало протест у противників Леопольдо Галтьєрі, диктатора, що обіймав посаду президента Аргентини. Сам же Галтьєрі вважав дует «Queen» з Девідом Боуї у пісні «Under Pressure», яка вийшла як сингл до цього, «пропагандистським» і заборонив трансляцію «Queen» на аргентинському радіо.
У своїй книзі «Queen: The Compete Guide to their Music» публіцист Мартін Пауер називає «Las Palabras de Amor» «прямою спадкоємицею» треків «Teo Torriatte (Let Us Cling Together)» і «Save Me» з альбомів «A Day at the Races» і «The Game» відповідно; Пауер відзначає пісню як не найгіршу у «Hot Space», хоча і досить слабку в порівнянні з іншими треками цього альбому: «Back Chat» і «Body Language».
Пісня була третьою під час другої частини Концерту пам'яті Фредді Мерк'юрі на стадіоні «Вемблі» у 1992 році, її виконували Дзуккеро та «Queen». Браян Мей співав пісню під час проєкту «Queen + Пол Роджерс» в рамках гастролей «The Cosmos Tour» 2008 року, які проходили в іспаномовних країнах.
Ця пісня також вийшла у збірці «Queen» — «Greatest Hits III» 1999 року.
У 1988 році музичний театр акторки Елейн Пейдж записав пісню для свого альбому «The Queen Album», який містив кавер-версії до пісень «Queen».
Зображення обличчя дитини на обкладинці цього синглу, було використано на синглі гурту Роджера Тейлора «The Cross» для їхньої композиції «New Dark Ages».

## Музиканти
- Фредді Мерк'юрі — головний вокал, бек-вокал;
- Браян Мей — електрогітара, акустична гітара, синтезатор, піаніно, бек-вокал;
- Роджер Тейлор — ударні, бек-вокал;
- Джон Дікон — бас-гітара.